# Binagua (Fluss)
Der Binagua (portugiesisch Ribeira Binagua) ist ein osttimoresischer Fluss im Norden Timors, im Verwaltungsamt Laga (Gemeinde Baucau). Außerhalb der Regenzeit fällt der Fluss wie die meisten anderen im Norden des Landes trocken.

## Verlauf
Der Binagua entspringt im Suco Nunira. Er fließt nach Norden durch den Suco Samalari, bis er schließlich die Grenze zum Suco Ueru-Mata überquert und im Ort Biangua in die Straße von Wetar mündet.